# Taynan da Silva
Taynan da Silva Rego, nascido no Brasil a 12 de fevereiro de 1993, é um jogador profissional de futsal que joga atualmente pelo Sporting Clube de Portugal.

## Palmarés
- Supertaça do Cazaquistão (2)

2017, 2018
- Campeonato do Cazaquistão (2)

2017/18, 2018/19
- Supertaça Portuguesa de Futsal (1)

2019